# 马赫布卜讷格尔
马赫布卜讷格尔（Mahbubnagar），是印度安得拉邦馬布那加爾縣的一个城镇。总人口130849（2001年）。

## 人口
该地2001年总人口130849人，其中男性67019人，女性63830人；0—6岁人口16302人，其中男8301人，女8001人；识字率73.58%，其中男性为80.11%，女性为66.73%。